# Helianthus winteri
Helianthus winteri — вид квіткових рослин з родини айстрових (Asteraceae).

## Біоморфологічна характеристика
Напівкущ до 400 см заввишки. Стовбур зазвичай одиночний прямовисний чи висхідний, до 8 см у діаметрі біля основи, проксимально нерозгалужений, кора сіро-коричнева; гілки висхідні; молоді стебла багряно-бордові, волосисті. Листки здебільшого чергові; ніжки головних листків 6–12 см; листкові пластинки 12–14 см, широко-яйцеподібні, краї зубчасті; абаксіальні поверхні ворсисті. Квіткові голови у відкритих суцвіттях. Променеві квітки 12–34; пластинки яскраво-жовті, ± 20 мм завдовжки, 5–8 мм завширшки. Дискові квітки численні; віночки 6–6.5 мм, жовті; пиляки 4 мм, червонувато-бурі. Ципсели ≈ 3.5 мм, густо вкриті висхідними волосками. 2n = 34

## Умови зростання
США (Каліфорнія, північна частина південних передгір'їв Сьєрра-Невади на висоті 180–460 м). Населяє відкриті невипасані передгірні ліси та однорічні луки на добре дренованих гранітних ґрунтах, як правило, на нижніх передгірних схилах, спрямованих на південь.

## Етимологія
Helianthus winteri названо на честь Роберта Ф. (Боба) Вінтера, почесного викладача міського коледжу Фресно, який вплинув на розвиток багатьох каліфорнійських біологів і природничих істориків у межах і за межами ареалу цього нещодавно описаного виду.